# Suck My Dick
"Suck My Dick" é um single promocional do segundo álbum de estúdio "The Notorious K.I.M." da rapper americana Lil' Kim. O single conta com a participação não creditada do rapper Mr. Bristal. Segundo os créditos do álbum, além de Kim, alguns compositores como Shirley Murdock, Chucky Thompson e Andru Donalds também foram responsáveis pela canção.

## Faixas
- US CD Single

1. "Suck My D!#K" (Album Version) - 4:06
2. "Suck My D!#K" (Instrumental) - 4:05
3. "Suck My D!#K" (Acapella) - 4:02

- US Promo Single

1. "Suck My D!#K" (Album Version) (Feat. Mr. Bristal)- 4:06
2. "Suck My D!#K" (Instrumental) - 4:05
3. "Suck My D!#K" (Acapella) (Feat. Mr. Bristal)- 4:02

- UK Promo Remix

1. "Suck My Dick" (Untitled Mix)